# Thüringer Bach Collegium

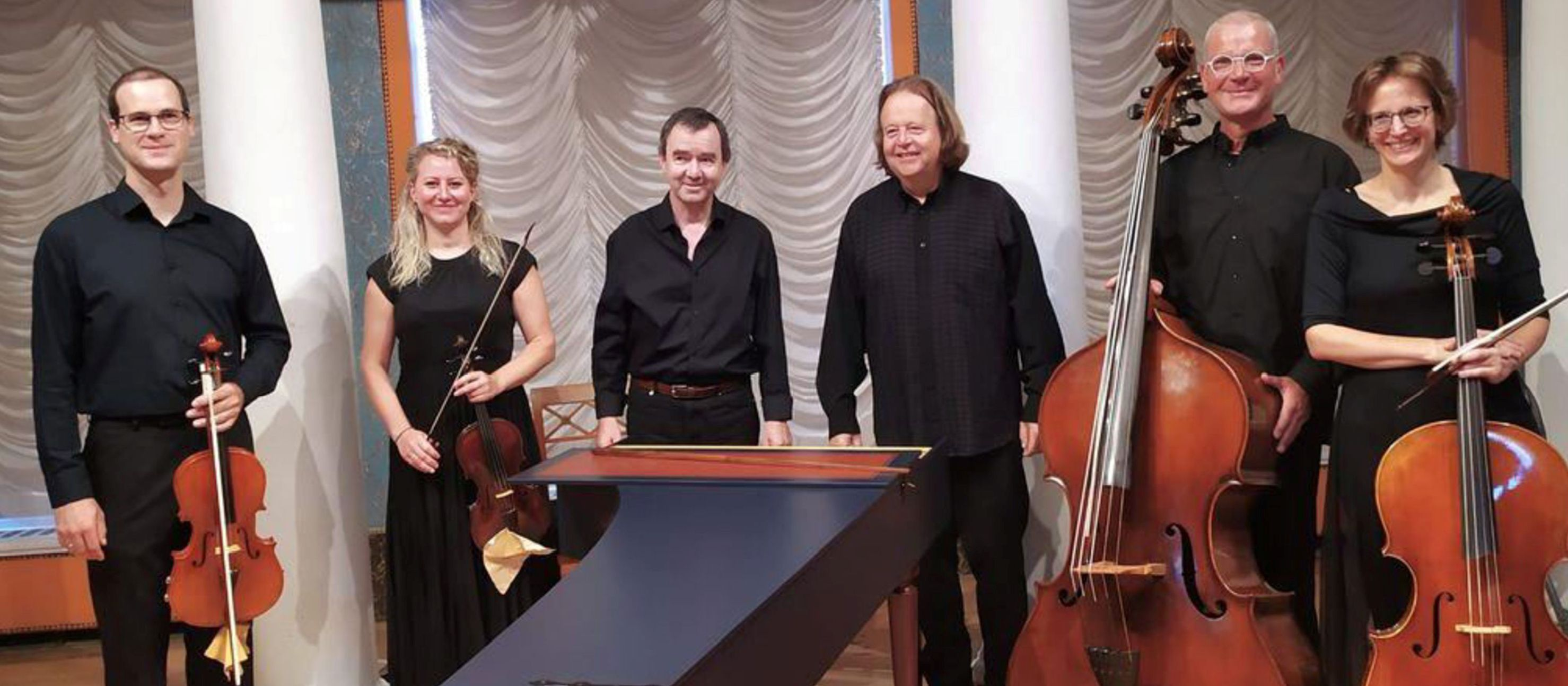
Thüringer Bach Collegium in kleiner Besetzung, August 2024

Das Thüringer Bach Collegium ist ein in Arnstadt ansässiges Barockorchester.
Gegründet wurde das Orchester 2018 in Weimar u. a. vom Konzertmeister der Weimarer Staatskapelle, Gernot Süßmuth, der auch die Leitung übernahm. Sein Gründungskonzert gab das Collegium am 13. Mai 2018 in der Arnstädter Bachkirche. Träger ist der Förderverein Thüringer Bach Collegium e. V.
Das Thüringer Bach Collegium spielt Werke von Johann Sebastian Bach, seinen Vorfahren (Altbachisches Archiv), seinen Söhnen und Zeitgenossen in historisch informierter Aufführungspraxis auf alten, teilweise 300 Jahre alten Instrumenten bzw. Nachbauten. Das Collegium versteht sich als musikalischer Botschafter des Freistaates Thüringen, wird regelmäßig zu Festivals eingeladen und spielt darüber hinaus barocke Kleinode an authentischen Orten möglichst originalgetreu ein. Neben der Aufführung von Musik des Barocks und aller Werke der Bach-Familie hat sich das Collegium vor allem auch die Wiederentdeckung und Aufführung unbekannter und vergessener Werke zum Ziel gesetzt. Die Aufführungen und bislang eingespielten CDs erhalten durchweg exzellente Kritiken.
Im März 2020 verlegte das Orchester seinen Vereinssitz nach Arnstadt. Je nach Bedarf ergänzen das Ensemble freischaffende Musiker, die Experten auf dem Gebiet der alten Musik sind. Dazu gehören insbesondere Spieler von Spezialinstrumenten, die nicht im klassischen Orchester gespielt werden, wie Gambe, Blockflöte, Naturhorn und Barocktrompete. Die regelmäßige Zusammenarbeit mit international renommierten Dirigenten und Solisten (z. B. Sergej Nakariakov und Hansjörg Albrecht 2023 in der Elbphilharmonie) erweitert das Spektrum des Orchesters. 2023 nahm es u. a. am Leipziger Bachfest, den Westfalen Classics und am Wartburgkonzert teil.

## Diskografie (Auswahl)
- Johann Ernst IV. von Sachsen Weimar Concerti, Audite 2019
- Johann Bernhard Bach: Orchestral Suites, Audite 2019 (Bestenliste 01/2020 Longlist Preis der deutschen Schallplattenkritik)[12]
- Anton Schweitzer: Die Auferstehung Christi & Missa Brevis – Cantata, Capriccio 2021
- VIRTUOSI, Audite 2021
- Johann Sebastian Bach: Weihnachtsoratorium, Rondeau 2021
- Johann Sebastian Bach: Konzert für 3 Violinen Orchester BWV 1064r, Audite 2021
- Locatelli: Introduttioni teatrali, Audite 2023 (nominiert für den International Classical Music Awards; Longlist 3/2023 der deutschen Schallplattenkritik)[13][14]